# Charles Barbier de la Serre
Charles Barbier de la Serre (pronunciado /ʃaʁlə baʁbje də la sɛʁ(ə)/; Valenciennes, Norte-Paso de Calais; 18 de mayo de 1767-París, 29 de abril de 1841) fue un militar y aventurero francés obsesionado por los lenguajes codificados y famoso por inventar el código de lectura que estudió y en el que se basó Louis Braille (1809-1852) para crear su famoso sistema de lectura para invidentes.

## Carrera militar
En 1782 se enroló en el ejército por indicación de su padre y se graduó como capitán de artillería. Cuando comenzó la Revolución francesa, emigró a América y trabajó como agrimensor.
Cuando regresó a Francia, se interesó por la codificación del lenguaje con fines militares. Entre sus invenciones se encuentran la «Tabla de Expediografía» y «Principios de expeditiva en francés, para escribir tan rápidamente como se habla», en 1809. Sin embargo, su contribución más importante fue lo que se denominó el sistema de Escritura Nocturna, concebido para que los oficiales franceses pudieran escribir sin necesidad de luz. Escrito con un lápiz de tipo buril, se basaba en un sistema de puntos en relieve que pudiera ser leído con las puntas de los dedos. Con este fin, en 1822, desarrolló el alfabeto que lleva su nombre. Dicho alfabeto era de estructura fonética y grafía de puntos, a la que bautizó como Sonografía.

## El alfabeto de Barbier
Su sistema se basaba en una cuadrícula de 2x6 en la que cada cuadro correspondía a un fonema determinado en francés. Asimismo, en cada cuadro venían representadas dos columnas paralelas de un máximo de 6 puntos cada una. La primera de estas columnas representaba la fila de la cuadrícula y la segunda representaba la columna de la cuadrícula. 

## Recurso para invidentes
En el Museo de la Industria de París en 1819, durante una demostración de su sistema y de una máquina de su invención, se dio cuenta de que los invidentes podrían beneficiarse de su alfabeto. Hasta la fecha, el aprendizaje de la lectura para invidentes seguía las pautas del sistema inventado por Valentin Haüy, basado en la representación de los mismos caracteres que utilizaban las personas videntes, realizados en relieve y de mayores dimensiones.
Presentó su proyecto a la Real Academia de las Ciencias de Francia, la cual animó a Charles Barbier a que lo mostrase en la Real Institución para Jóvenes Invidentes. A partir de entonces, esta institución adoptó el sistema Barbier en sustitución del que se venía utilizando.
Uno de sus alumnos fue Louis Braille, quien tomó el sistema de Barbier y lo simplificó reduciendo la cuadrícula a 2x3, creando así el sistema de lectura que lleva su nombre.